# Mathew B. Brady
Mathew B. Brady (Warren County, Nueva York; 18 de mayo de 1822-Nueva York, 15 de enero de 1896) fue un fotógrafo y estereoscopista estadounidense.

## Biografía
Hijo de inmigrantes irlandeses, se mudó a Nueva York a los 17 años, y en 1844 consiguió tener su propio estudio fotográfico en esa ciudad, abriendo en 1845 una serie de exposiciones de retratos de famosos estadounidenses. En 1849 Brady abrió otro estudio, pero esta vez en Washington D. C., donde conoció a Juliette Handy, su esposa a partir de 1851. Brady usaba para los retratos el daguerrotipo, ganando varios premios por su trabajo.
Brady se esforzó por documentar la guerra civil estadounidense con un gran equipo fotográfico, por lo que invirtió una gran suma de dinero, entre otros gastos para contratar a más de 20 fotógrafos que recorrieran todo el país: Alexander Gardner, James Gardner, Timothy H. O'Sullivan, William Pywell, George N. Barnard y otros dieciocho hombres. Generalmente, Brady se encontraba en Washington D. C. organizando todo. A partir de los años 50, Brady pierde poco a poco su vista.
En 1863, Brady realizó una exhibición de fotografías de la Batalla de Antietam, en su galería de Nueva York, titulada «La muerte de Antietam». Muchas de las imágenes de esa galería eran fotografías de cadáveres, siendo la primera vez que se mostraba la realidad de la guerra de primera mano.

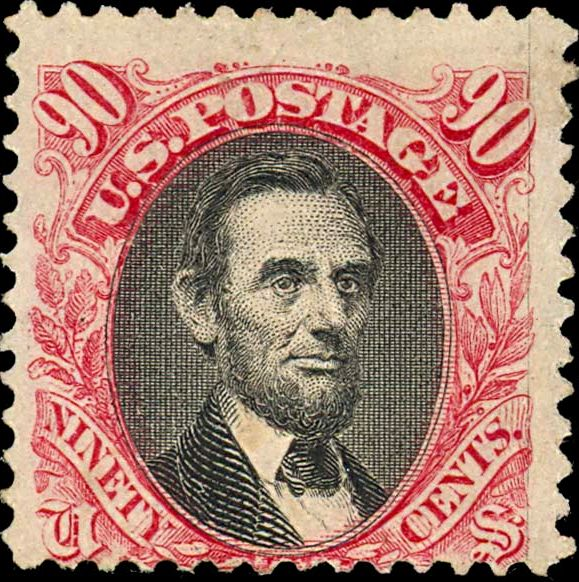
Sello de Abraham Lincoln basado en la foto de Brady.

Brady realizó muchos retratos de oficiales de la Unión, como Ulysses S. Grant, Nathaniel Banks, Carlos Buell, Ambrose Burnside, Benjamin Butler, George Custer, David Farragut, John Gibbon, Winfield Hancock, Samuel P. Heintzelman, Joseph Hooker, Oliver Howard, David Hunter, John Logan, Irvin McDowell, George McClellan, James McPherson, George Meade, David Dixon Porter, William Rosecrans, John Schofield, William Sherman, Daniel Sickles, Henry Warner Slocum, George Stoneman, Edwin V. Sumner, George Thomas, Emory Upton, James Wadsworth, y Lew Wallace. También fotografió a los confederados: P.G.T. Beauregard, Stonewall Jackson, Lord Lyons, James Henry Hammond y Robert E. Lee. También tuvo la oportunidad de fotografiar en varias ocasiones a Abraham Lincoln, y alguna sirvió para emitir sellos postales.
Brady se gastó más de 100 000 dólares para crear 10 000 fotografías. Intentó vendérselas al gobierno de los Estados Unidos, pero este lo rechazó, teniendo Brady que vender su estudio de Nueva York y cayendo en la bancarrota. El Congreso le pagó 25 000 dólares en 1875, pero ya se encontraba en una profunda crisis.
Deprimido por su situación económica y devastado por la muerte de su esposa en 1887, Brady se volvió alcohólico y murió en el Hospital Presbiteriano en Nueva York. Su funeral fue financiado por los veteranos del Séptimo de Infantería de Nueva York y fue enterrado en el Cementerio del Congreso de Washington.